# Koninkrijk Dahomey

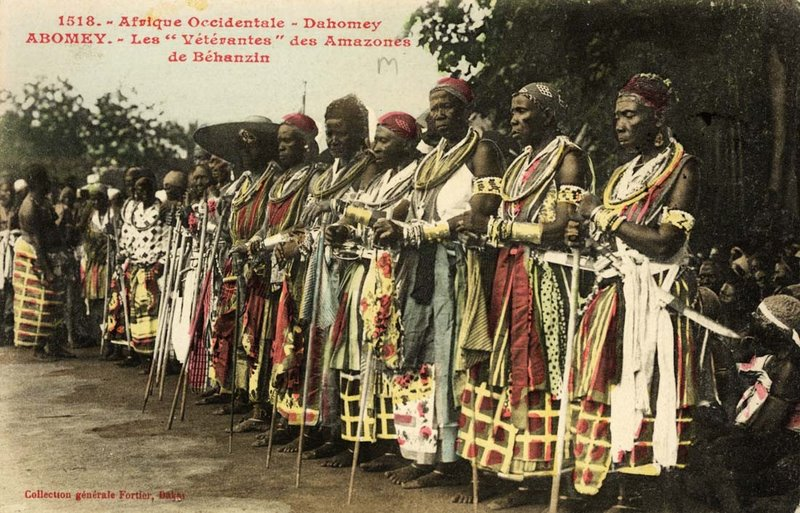
Veteranen van de Ahosi (Dahomey-Amazones) in 1908

Dahomey, ook wel Danxomé genoemd, was een koninkrijk in het zuiden van de huidige West-Afrikaanse republiek Benin dat in 1610 werd gesticht door Do Aklin die zich na een ruzie met zijn broers in Bohicon vestigde. Een kleinzoon vestigde het hof in Abomey, alwaar tegenwoordig nog altijd een paleizenstelsel te bewonderen is.
De inwoners van het koninkrijk behoorden tot de etnische groep der Fon. Deze waren niet erg geliefd onder de buurvolkeren wegens de voortdurende oorlogen voor het verkrijgen van slaven. Om de paar jaar werd een nieuwe oorlog geopend om aan nieuwe slaven te komen, die soms in het koninkrijk zelf te werk werden gesteld, soms aan Europese slavenhandelaren werden verkocht. Om de slavenhandel beter te kunnen controleren werden in 1724 en 1727 de koninkrijken Allada en Savi bezet. Deze lagen tussen het koninkrijk en de zee in en belemmerden directe handel met de Europeanen.
Het koninkrijk kende zijn hoogtepunt in het begin van de 19e eeuw, met de koningen Guézo en Glélé. Onder koning Guézo werd de productie van palmolie bevorderd, die een bijkomende economische basis voor het koninkrijk vormde. In 1889 kwam koning Gbéhanzin aan de macht. Hij begon een oorlog tegen Porto-Novo dat onder protectie van Frankrijk stond. Dit leidde tot twee veldtochten van de Fransen tegen het koninkrijk. Begin 1894 gaf Gbéhanzin zich over. Zijn koninkrijk werd nu de Franse kolonie Dahomey. In 1960 werd het land onafhankelijk als de Republiek Dahomey en in 1975 kreeg het de naam Benin.

## Koningen van Dahomey
- ???? - 1620: Gangnihessou
- 1620-1645: Dakodonou
- 1645-1685: Houegbadja
- 1685-1708: Akaba
- 1708-1732: Agadja
- 1732-1774: Tegbessou
- 1774-1789: Kplinga
- 1789-1797: Agonglo
- 1797-1818: Adandozan
- 1818-1856: Guézo
- 1856-1889: Glélé
- 1889-1894: Gbéhanzin